# احتجاجات باكو 2013
جرت مظاهرة في 12 كانون الثاني/يناير 2013 في مدينة باكو عاصمة دولة أذربيجان وذلك عقب العثور على جندي في الجيش الأذربيجاني ميتا بتاريخ 7 يناير 2013.
في بداية الأمر ذكرت السلطات المعنية بالأمر أن سبب الوفاة هو سكتة قلبية، إلا أن عائلة الجندي المقتول طلبت التحقيق في القضية بعدما شكت فب الموضوع حيث اعتقدت أن الأمر يتعلق بجريمة قتل.
في 10 يناير 2013، تم إنشاء «حدث» على منصة التواصل الاجتماعي فيسبوك، وفي وقت لاحق من نفس اليوم انضم أزيد من 13600 للمشاركة في الحدث ثم سرعان ما تطور العدد ليصل إلى 20.000 شخصا.
تجمع مئات المتظاهرين في ساحة النوافير في 12 يناير؛ ثم طالبوا باستقالة صفر أباييف وزير الدفاع الاذربيجاني باعتباره المسؤول الأول عن هذا الحادث، وقد رفع المحتجون شعارات عديدة مثل توقفوا عن قتل جنودنا ويجب أن تُجيبونا.

## ما بعد الاحتجاج
مباشرة بعد الاحتجاجات أمر وزير الدفاع الاذربيجاني سفر أباييف بإجراء تحقيق معمق ومفصل في القضية كما طالب بمحاسبة المسؤولين، لكن إلهام علييف رئيس جمهورية أذربيجان كان له رأي آخر حيث طرد سفر من منصبه وعيَّن مكانه الكولونيل والجنرال ذاكر حسنوف.